# Гаррисон (Арканзас)
Га́ррисон (англ. Harrison, Arkansas) — город, расположенный в округе Бун (штат Арканзас, США) с населением в 12 152 человека по статистическим данным 2005 года.
Является административным центром округа Бун.

## История
Первыми жителями территории, на которой в настоящее время размещается Гаррисон, были доисторические индейцы, которые строили свои жилища в земляных пещерах вдоль речных обрывов. В более позднее время на плато Озарк главенствовало племя осейджи из группы народов сиу, основное поселение которых, как полагают историки, находилось к востоку от нынешнего города Гаррисон.
Около 1816 года в район Озарк перекочевали индейцы другого племени чероки, которые в дальнейшем не смогли мирно ужиться с осейджи. Постоянная враждебность между двуми большими племенами привела к полномасштабной войне в горах Озарка. В 1830-х годах обе народности были принудительно выселены на Индейскую Территорию.
Округ Бун был сформирован в 1869 году почти сразу после окончания Гражданской войны. Город Гаррисон был основан в том же году и изначально строился, как административный центр нового округа. Новый населённый пункт получил своё название в честь офицера армии союзников Л. Гаррисона, который обследовал территорию под будущий город и первым закладывал его новые строения.

## География
По данным Бюро переписи населения США город Гаррисон имеет общую площадь в 26,42 квадратных километров, водных ресурсов в черте населённого пункта не имеется.
Город Гаррисон расположен на высоте 320 метров над уровнем моря.

## Демография
По данным переписи населения 2000 года в Гаррисоне проживало 12 152 человека, 3260 семей, насчитывалось 5259 домашних хозяйств и 5747 жилых домов. Средняя плотность населения составляла около 459 человека на один квадратный километр. Расовый состав Гаррисона по данным переписи распределился следующим образом: 97,24 % белых, 1,00 % — чёрных или афроамериканцев, 0,74 % — коренных американцев, 0,51 % — азиатов, 0,02 % — выходцев с тихоокеанских островов, 0,77 % — представителей смешанных рас, 0,62 % — других народностей. Испаноговорящие составили 1,53 % от всех жителей города.
Из 5259 домашних хозяйств в 28,7 % — воспитывали детей в возрасте до 18 лет, 48,3 % представляли собой совместно проживающие супружеские пары, в 10,8 % семей женщины проживали без мужей, 38,0 % не имели семей. 33,7 % от общего числа семей на момент переписи жили самостоятельно, при этом 14,6 % составили одинокие пожилые люди в возрасте 65 лет и старше. Средний размер домашнего хозяйства составил 2,22 человек, а средний размер семьи — 2,84 человек.
Население города по возрастному диапазону по данным переписи 2000 года распределилось следующим образом: 22,6 % — жители младше 18 лет, 10,0 % — между 18 и 24 годами, 25,8 % — от 25 до 44 лет, 21,1 % — от 45 до 64 лет и 20,5 % — в возрасте 65 лет и старше. Средний возраст жителей составил 39 лет. На каждые 100 женщин в Гаррисоне приходилось 85,4 мужчин, при этом на каждые сто женщин 18 лет и старше приходилось 81,3 мужчин также старше 18 лет.
Средний доход на одно домашнее хозяйство в городе составил 27 850 долларов США, а средний доход на одну семью — 34 009 долларов. При этом мужчины имели средний доход в 27 934 доллара США в год против 18 873 доллара среднегодового дохода у женщин. Доход на душу населения в городе составил 16 909 долларов в год. 11,5 % от всего числа семей в округе и 16,2 % от всей численности населения находилось на момент переписи населения за чертой бедности, при этом 18,5 % из них были моложе 18 лет и 12,2 % — в возрасте 65 лет и старше.

## Транспорт
Воздушные перевозки города и прилегающих окрестностей обслуживает Региональный аэропорт округа Бун, расположенный в пяти километрах к северо-западу от центра Гаррисона. Регулярные рейсы из аэропорта в Мемфис (Теннесси) и Канзас-Сити (Миссури) выполняет региональная авиакомпания SeaPort Airlines.